# Paranoid Park (roman)
Cet article concerne le livre de Blake Nelson. Pour le film de Gus Van Sant, voir Paranoid Park.
Paranoid Park est un roman américain écrit par Blake Nelson et paru en 2006.

## Résumé
Paranoid Park est l’histoire d'un adolescent de dix-sept ans qui tue accidentellement un agent de sécurité alors qu'il empruntait un train clandestinement. L'auteur a déclaré que le livre est du même genre que Crime et Châtiment. Le roman se situe à Portland.
Il a été adapté au cinéma par Gus Van Sant dans son film de 2007 Paranoid Park.